# 8 janvier en sport
8 décembre 8 février
Chronologies thématiques
- Croisades
- Ferroviaires
- Disney

Le 8 janvier (8e jour de l'année) en sport.

## Événements

### XIXesiècle
- 1863 :
  - (Cricket) : fondation du club de Yorkshire County Cricket Club, basé à Leeds.
- 1883 :
  - (Rugby à XV /Tournoi britannique) : l'Écosse reçoit et bat le pays de Galles par 3 points à 1 à Raeburn Place, Édimbourg pour la première édition du Tournoi, le tournoi britannique de rugby à XV 1882-1883[1].
- 1887 :
  - (Football) : en Irlande, fondation du club d'Athlone Town Football Club.
  - (Rugby à XV /Tournoi britannique) : le pays de Galles et l'Angleterre font match nul zéro partout dans le premier match du Tournoi britannique disputé à Llanelli[2].
- 1889 :
  - (Patinage de vitesse /Championnats du monde) : début de la 1re édition des Championnats du monde de patinage de vitesse à Amsterdam aux Pays-Bas. Ces championnats n'ont pas de statut officiel.

### XXIesiècle
- 2024 :
  - (Patinage artistique /Championnats d'Europe) : début de la 115e édition des Championnats d'Europe de patinage artistique qui ont lieu à la Žalgirio Arena de Kaunas en Lituanie jusqu'au 14 janvier 2024.

## Naissances

### XIXesiècle
- 1854 :
  - John Rahm, golfeur américain. Médaillé de bronze par équipes aux Jeux de Saint-Louis 1904. († 28 juillet 1935).
- 1885 :
  - Mór Kóczán, athlète de lancers hongrois puis tchécoslovaque. Médaillé de bronze du javelot aux Jeux de Stockholm 1912. († 30 juillet 1972).

### XXesièclede1901à1950
- 1928 : 
  - Gilberte Thirion, pilote de courses automobile belge. († 21 mai 2008).
- 1934 : 
  - Jacques Anquetil, cycliste sur route français. Médaillé de bronze sur route par équipe aux Jeux d'Helsinki 1952. Vainqueur des Tours de France 1957, 1961, 1962, 1963 et 1964, des Tours d'Italie 1960 et 1964, du Tour d'Espagne 1963, de Gand-Wevelgem 1964, de Liège-Bastogne-Liège 1966. († 18 novembre 1987).
- 1945 : 
  - Ron Ellis, hockeyeur sur glace canadien.
- 1946 : 
  - Fritz Künzli, footballeur suisse. (42 sélections en équipe de Suisse). († 22 décembre 2019).
- 1948 :
  - Jerzy Kaczmarek, fleurettiste polonais. Champion olympique du fleuret par équipes aux Jeux de Munich 1972.
- 1949 :
  - Lawrence Rowe, joueur de cricket jamaïcain. (30 sélections en test cricket).

### XXesièclede1951à2000
- 1953 :
  - Marian Stastny, hockeyeur sur glace tchèque puis slovaque. Champion du monde de hockey sur glace 1977.
  - Bruce Sutter, joueur de baseball américain.
- 1955 :
  - Spýros Livathinós, footballeur puis entraîneur grec. (27 sélections en équipe de Grèce).
- 1959 :
  - Kim Duk-koo, boxeur sud-coréen. († 17 novembre 1982).
- 1961 :
  - Calvin Smith, athlète de sprint américain. Champion olympique du relais 4 × 100 m aux Jeux de Los Angeles 1984 et médaillé de bronze du 100 m des Jeux de Séoul 1988. Champion du monde d'athlétisme du 200 m et du relais 4 × 100 m 1983 puis champion du monde d'athlétisme du 200 m 1987. Détenteur du Record du monde du 100 m du 3 juillet 1983 au 30 août 1987.
- 1963 :
  - Garth Butcher, hockeyeur sur glace canadien.
- 1965 :
  - Eric Wohlberg, cycliste sur route canadien.
- 1966 :
  - Willie Anderson, basketteur américain. Médaillé de bronze aux Jeux de Séoul 1988. (7 sélections en équipe des États-Unis).
  - Igor Viazmikine, hockeyeur sur glace soviétique puis russe.
- 1971 :
  - Jason Giambi, joueur de baseball américain.
  - Pascal Zuberbühler, footballeur suisse. (51 sélections en équipe de Suisse).
- 1972 :
  - Paul Clement, entraîneur de football anglais.
  - Giuseppe Favalli, footballeur italien. Vainqueur de la Coupe d'Europe des vainqueurs de coupe de football 1999 et de la Ligue des champions 2007. (8 sélections en équipe d'Italie).
- 1973 :
  - Mike Cameron, joueur de baseball américain.
  - Henning Solberg, pilote de rallye norvégien.
- 1974 :
  - Kristian Bergström, footballeur suédois. (2 sélections en équipe de Suède).
- 1976 :
  - Carl Pavano, joueur de baseball américain.
- 1978 :
  - Marco Fu, joueur de snooker hongkongais.
- 1979 :
  - Adrian Mutu, footballeur roumain. (77 sélections en Équipe de Roumanie).
  - Stipe Pletikosa, footballeur croate. (114 sélections en équipe de Croatie).
- 1981 :
  - Johan Clarey, skieur alpin français. Médaillé d'argent de la descente aux Jeux de Pékin 2022. Médaillé d'argent du super-G aux Mondiaux 2019.
- 1982 :
  - Esteban Lozada, joueur de rugby à XV argentin. (22 sélections en équipe d'Argentine).
  - John Utaka, footballeur nigérian. (50 sélections en Équipe du Nigeria).
- 1984 :
  - Stephen Simpson, pilote de courses automobile sud-africain.
- 1986 :
  - Željko Musa, handballeur croate. (123 sélections en Équipe de Croatie).
  - Peng Shuai, joueuse de tennis chinoise.
  - David Silva, footballeur espagnol. Champion du monde de football 2010. Champion d'Europe de football 2008 et 2012. (125 sélections en équipe d'Espagne).
- 1987 :
  - Trevor Lewis, hockeyeur sur glace américain.
- 1988 :
  - Jirès Kembo Ekoko, footballeur franco-congolais.
  - Christophe Diedhiou, footballeur sénégalais. (1 sélection en équipe du Sénégal).
- 1989 :
  - Oliver Bozanić, footballeur australien. (7 sélections en équipe d'Australie).
- 1990 :
  - Chou Tien-chen, joueur de badminton taïwanais.
  - Ryan Mendes, footballeur franco-cap-verdien. (69 sélections avec l'équipe du Cap-Vert).
  - Claudine Mendy, handballeuse française. Médaillée d'argent au Mondial de handball féminin 2009 et 2011. (102 sélections en équipe de France).
  - Robin Olsen, footballeur suédois. (71 sélections en équipe de Suède).
- 1991 :
  - Allan, footballeur brésilio-portugais. Vainqueur de la Copa América 2019. (10 sélections avec l'équipe du Brésil).
  - Loïc Damour, footballeur français.
  - Nicolas de Préville, footballeur français.
  - Henri Kahudi, basketteur français.
  - Stefan Savić, footballeur monténégrin. Vainqueur de la Ligue Europa 2018. (73 sélections en équipe du Monténégro).
- 1992 :
  - Tadhg Beirne, joueur de rugby à XV irlandais. Vainqueur du Grand Chelem 2023. (45 sélections en équipe d'Irlande).
  - Thibault de Freitas, joueur de rugby à XV franco-portugais. (30 sélections avec l'équipe du Portugal).
  - Kenny McLean, footballeur écossais. (35 sélection en équipe d'Écosse).
  - Yrondu Musavu-King, footballeur franco-gabonais. (12 sélections avec l'équipe du Gabon).
  - Paulo Oliveira, footballeur portugais. (1 sélection en équipe du Portugal).
- 1994 :
  - Glenn Robinson III, basketteur américain.
- 1995 :
  - Taylan Antalyalı, footballeur turc. (9 sélections en équipe de Turquie).
  - Kyle Edmund, joueur de tennis britannique. Vainqueur de la Coupe Davis 2015.
- 1997 :
  - Jan Kuchta, footballeur tchèque. (20 sélections avec l'équipe de Tchéquie).
  - Max Llovera, footballeur andorran. (28 sélections en équipe d'Andorre).
- 1998 :
  - Tony Bradley, basketteur américain.
  - Manuel Locatelli, footballeur italien. (26 sélections en équipe d'Italie).
- 1999 :
  - Iggy Brazdeikis, basketteur lituano-canadien.
  - Nicolas Cozza, footballeur français.
  - Lucie Gohet, rink hockeyeuse française. (14 sélections en Équipe de France).
  - Kamil Grabara, footballeur polonais. (1 sélection en équipe de Pologne).
- 2000 :
  - Juliette Bossu, gymnaste artistique franco-suédoise. Médaillée d'argent du concours par équipes aux CE de gymnastique artistique féminine 2018.
  - Cheick Doucouré, footballeur malien. (13 sélections en équipe du Mali).
  - Jean Onana, footballeur camerounais. (10 sélection en équipe du Cameroun).

### XXIesiècle
- 2001 :
  - Jon Pacheco, footballeur espagnol.
- 2004 :
  - Lucas Assadi, footballeur chilien.
- 2005 :
  - Theo Sander, footballeur danois.

## Décès

### XVIIIesiècle
- 1789 :
  - Jack Broughton, 84 ans, boxeur anglais. (° 5 juillet 1704).

### XIXesiècle
- 1845 : 
  - James Burke, 35 ans, boxeur anglais. (° 8 décembre 1809).

### XXesièclede1901à1950
- 1925 : 
  - Fernand Sanz, 43 ans, cycliste sur piste français. Médaillé d'argent de la vitesse individuelle aux Jeux de Paris 1900. (° 28 février 1881).

### XXesièclede1951à2000
- 1955 : 
  - René Araou, 52 ans, joueur de rugby à XV français. Médaillé d'argent aux Jeux de Paris 1924. (1 sélection en équipe de France). (° 18 octobre 1902).
- 1958 : 
  - John Duff, 62 ans, pilote de course automobile canadien. Vainqueur des 24 Heures du Mans 1924. (° 17 janvier 1895).
  - Paul Pilgrim, 74 ans, athlète sprint et de fond américain. Champion olympique du cross par équipes aux Jeux de Saint-Louis 1904. (° 26 octobre 1883).
- 1964 :
  - Martin Stixrud, 87 ans, patineur artistique individuel norvégien. Médaillé de bronze aux Jeux d'Anvers 1920. (° 9 février 1876).
- 1969 : 
  - Albert Hill, 79 ans, athlète de demi-fond britannique. Champion olympique du 800 m, du 1 500 m et médaillé d'argent du 3 000 m par équipe aux Jeux d'Anvers 1920. (° 23 mars 1889).
- 1995 : 
  - Carlos Monzón, 52 ans, boxeur argentin. Champion du monde de boxe poids moyens de 1970 à 1977. (° 7 août 1942).
- 2000 : 
  - Henry Eriksson, 79 ans, athlète de demi-fond suédois. Champion olympique du 1 500 m aux Jeux de Londres 1948. (° 23 janvier 1920).

### XXIesiècle
- 2006 : 
  - Elson Becerra, 27 ans, footballeur colombien. Vainqueur de la Copa América 2001. (14 sélections en équipe de Colombie). (° 26 avril 1978).
- 2008 : 
  - Jim Dooley, 77 ans, joueur puis entraîneur de foot U.S. américain. (° 8 février 1930).
- 2011 : 
  - Thorbjørn Svenssen, 86 ans, footballeur norvégien. (104 sélections en équipe de Norvège). (° 22 avril 1924).
- 2013 : 
  - Cornel Pavlovici, 69 ans, footballeur roumain. (7 sélections en équipe de Roumanie). (° 2 avril 1943).
- 2017 :
  - Zacharie Noah, 79 ans, footballeur camerounais. (° 2 février 1937).